# Colònia Espona I
La Colònia Espona I és una obra de Sant Joan de les Abadesses (Ripollès) protegida com a Bé Cultural d'Interès Local.

## Descripció
Es tracta d'un edifici de Raimon Duran i Reynals. Consta de tres plantes amb finestres rectangulars disposades de forma simètrica. La coberta és a dos aiguavessos. Destaca la petita zona enjardinada davant de la façana principal així com les galeries vidrades de la façana posterior.